# Pseudocoremia suavis
Pseudocoremia suavis is een nachtvlinder uit de familie van de spanners, de Geometridae. De soort is endemisch in Nieuw-Zeeland. De imago heeft een spanwijdte van ongeveer 30 millimeter. Van nature is de soort polyfaag op allerlei soorten bomen en struiken. De rups kan zich zowel in vijf als in zes stadia (instar) ontwikkelen, een vorm van ontwikkelingspolymorfisme. In plantages van exotische naaldbomen kan de soort een plaag zijn. De soort kan zich in de vliegtijd voortdurend voortplanten, zonder "pieken".